# Diopsiulus gilloni
Diopsiulus gilloni är en mångfotingart som beskrevs av Jean-Paul Mauriès 1979. Diopsiulus gilloni ingår i släktet Diopsiulus och familjen Stemmiulidae. Inga underarter finns listade i Catalogue of Life.